# 용사일기각판
용사일기각판은 대한민국 경상남도 의령군 정곡면에 있다.
이 목판은 임진왜란 때 공을 세운 송암 이노(1544년∼1598년) 선생이 쓴 전쟁일기를 새긴 것이다.
이노 선생은 일찍이 조식의 문하에서 수학하고 선조 24년(1591년)에 문과에 급제했으나, 이듬해 임진왜란이 일어나자 조종도와 함께 김성일 휘하로 들어가 의병을 모으는 등 크게 공을 세웠다. 그 뒤 형조좌랑, 사간원 정언 등을 역임하였고, 선조 30년(1597년)에『용사일기』를 완성하였으며, 그 이듬해 55세를 일기로 세상을 떠났다.
여기에는 선조 25년(1592년)에서 선조 30년(1597년)까지의 기록이 자세히 기록되어 있는데, 당시 의병들의 활약상, 전쟁의 진행과정, 전란 속의 민심동향 등이 그것이다.
그러나 이것은 영조 39년(1763년)에 후손 이당혁에 의해 비로소 간행되어 유포되었다. 처음에는 서문 2매, 본문 74매, 장계 7매, 발문 5매 등 총 88매로 제작되었으나, 상당부분 훼손되고 분실하여 현재는 약 40여판이 함휘각에 보존되어 있다. 이 목판은 이순신의『난중일기』와 함께 임진왜란사를 연구하는데 있어서 매우 중요한 자료로 평가된다.